# Alexander Abele
Alexander Trescott „Alex“ Abele (* 20. Februar 1969 in Concord, Massachusetts, Vereinigte Staaten) ist ein US-amerikanischer Gitarrist und Komponist.

## Leben
Alexander Abele ist der Sohn des US-amerikanischen Unternehmers John Abele. Alex Abele studierte nach der High School an der University of Vermont bei Thomas L. Read (* 1938) und wurde als B. A. in  Musiktheorie graduiert. Danach studierte er Komposition an der Towson University bei William Kleinsasser (* 1961) und erlangte den Grad eines M. Mus. Dazwischen arbeitete er für die Oregon Symphony und den Portland Symphonic Choir.  An der Portland State University setzte er seine Studien bei Tomas Svoboda (* 1939) und Salvador Brotons fort. Zu seinen Lehrern zählen daneben Keith Daniel und Theophanos Dymiotes.
Seit Ende der 1980er-Jahre komponiert Abele.
Er spielt neben klassischer Gitarre auch Jazz und Folk so wie Klavier und Flöte. Er ist Direktor des Vermont Contemporary Music Ensembles.
Abele lebt mit seiner Frau und ihren vier Kindern im Bundesstaat Vermont.

## Werke (Auswahl)
Alexander Abele verfasste Kompositionen für Orchester und Chor, aber auch für Kammer- und Jazzensembles in verschiedenen Besetzungen. Die meisten hier aufgeführten Werke sind Auftragswerke für das Vermont Contemporary Music Ensemble VCME, das die Stücke auch uraufführte.
- Open Strings, a voyage of discovery für Slide Guitar, Gitarre, Violine, Violoncello und Kontrabass, 1999[8]
- Bow & Mallet für Violine und Marimba, 2000
- Trois Quartet, Auftragswerk des VCME, uraufgeführt am 9. November 2001 in Burlington, Vermont.
- Arise and Unite für Klavier solo, Auftragswerk des VCME, uraufgeführt am 9. Februar 2002 in Shelburne, Vermont
- Green Mountain Blue für Violoncello, Violine und Gitarre, Auftragswerk des VCME, uraufgeführt am 2. April 2004 in Colchester, Vermont[9]
- Sugarbush Haikus, Auftragswerk des VCME, uraufgeführt am 12. April 2007 in Burlington, Vermont.
- Paws and Stripes Forever, Auftragswerk des VCME, uraufgeführt am 6. Februar 2009 in Montpelier, Vermont.
- Internal Struggle,  Auftragswerk des VCME, uraufgeführt am 19. Februar 2011 in Burlington, Vermont.
- Distillation für Klarinette solo
- Jacksonata
- Seven Autumn Sketches
- Reconstructed Memories,
- Salmo 100